# George Cutts
George Berthoy Cutts, född 1938 i Rugby i Storbritannien, är en brittisk skulptör.
George Cutts lämnade skolan vid 14 års ålder för att bli lärling i metallarbete på ett skeppsvarv i Goole i Yorkshire. Han utbildade sig därefter på Doncaster School of Art 1956-58 och för John Skeaping på Royal College of Art i London 1958-60.

## Offentliga verk i urval
- The Kiss, rostfritt stål, 1991,  Cass Sculpture Foundation i Goodwood i Storbritannien
- Sea Change, 1996, Storm King Art Center i New Windsor i delstaten New York i USA
- Reflections, rostfritt stål, 1998, Cass Sculpture Foundation i Goodwood i Storbritannien
- Naxos, rostfritt stål, 2001, Cass Sculpture Foundation i Goodwood i Storbritannien
- The Dance, rostfritt stål, 2013, i Ekebergparken skulpturpark i Oslo